# Sophronica costipennis
Sophronica costipennis là một loài bọ cánh cứng trong họ Cerambycidae.